# Przyciągarka
Przyciągarka – urządzenie dźwignicowe zaliczane do grupy cięgników. Stosowane do przetaczania wagonów oraz do przeciągania statków, barek na rzekach, śluzach czy w portach.
Ze względu na sposób realizacji ruchu cięgna wyróżniamy:
- przyciągarki przewijające - przewijanie cięgna na bębnie lub tarczy ciernej przy sprzężeniu ciernym
- przyciągarki nawijające - nawijanie cięgna na bęben linowy; stosowane przy dużych odległościach przewijania (powyżej 100 m)